# Likwidacja unickiej diecezji chełmskiej

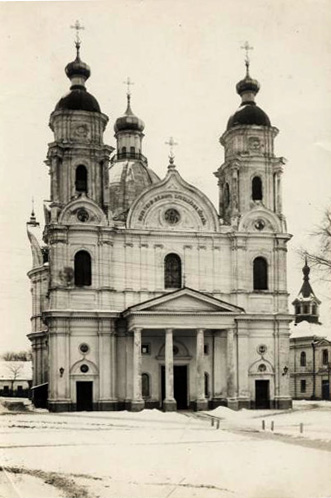
Unicka katedra w Chełmie po adaptacji na prawosławny sobór i przebudowie w stylu rosyjsko-bizantyjskim. Współcześnie (2011) jest to rzymskokatolicka bazylika Narodzenia Najświętszej Maryi Panny w Chełmie

Likwidacja unickiej diecezji chełmskiej i jej przyłączenie do Rosyjskiego Kościoła Prawosławnego – nastąpiły w 1875 po trwającej od momentu stłumienia powstania styczniowego kampanii prowadzonej przez carską administrację zaboru rosyjskiego. W momencie kasaty diecezji w Imperium Rosyjskim ostatecznie przestał istnieć Kościół unicki, zaś jego wiernych zmuszono do konwersji na prawosławie. Likwidacja diecezji chełmskiej stanowiła konsekwencję antyunickiej polityki kolejnych carów, uważających katolików obrządku wschodniego za prawosławnych zmuszonych do przyjęcia jurysdykcji papieskiej, którzy jak najszybciej powinni ją opuścić, przyjmując rosyjskie wyznanie państwowe. Działalność carskiej administracji na Chełmszczyźnie i na Południowym Podlasiu wpisywała się również w szerzej zakrojoną politykę rusyfikacyjną.
Oficjalną likwidację diecezji chełmskiej poprzedziła kampania oczyszczania obrządku unickiego z elementów o pochodzeniu łacińskim, jakie pojawiły się w nim wskutek bliskich kontaktów między unicką a rzymskokatolicką ludnością Chełmszczyzny. Zreformowano również unickie seminarium duchowne, upodabniając je do szkół prawosławnych tego samego szczebla działających w Rosji, ograniczono kompetencje biskupa chełmskiego w stosunku do proboszczów i konsystorza, dokonano przebudów świątyń w duchu architektury rosyjskiej. Znaczącą rolę w realizacji polityki państwowej odegrali duchowni uniccy sprowadzeni z Galicji, moskalofile i uczestnicy ruchu obrzędowego, chętnie wdrażający w swoich parafiach polecenia rosyjskiej administracji.
W ostatniej fazie przygotowań do likwidacji diecezji, gdy parafie unickie zmuszono do wykorzystywania w nabożeństwach rytu Rosyjskiego Kościoła Prawosławnego, na Chełmszczyźnie i Podlasiu doszło do zamieszek na tle wyznaniowym. Unici domagali się zachowania dotychczasowych obrzędów i niewprowadzania prawosławia. Akty biernego i czynnego oporu trwały przez cały rok 1874 i początek 1875. Protesty tłumiło wojsko rosyjskie; w styczniu 1874 w Drelowie i Pratulinie oddziały oddały strzały do broniących dostępu do cerkwi unitów, zabijając kilkanaście osób i raniąc dalszych kilkadziesiąt. Dalszych kilkaset uczestników zajść trafiło do więzień i na zesłanie w głąb Rosji.
W 1875 Świątobliwy Synod Rządzący ogłosił oficjalne przyłączenie 267 parafii unickiej diecezji chełmskiej do eparchii chełmsko-warszawskiej Rosyjskiego Kościoła Prawosławnego. Oznaczało to włączenie do Kościoła prawosławnego ok. 260 tys. wiernych. W oficjalnej retoryce władz decyzja ta była umotywowana wolą samych unitów. Równocześnie 29 byłych parafii unickich nadal bojkotowało cerkwie prawosławne. W latach 1905–1909, po wejściu w życie aktu tolerancyjnego, od 57 tys. do 170 tys. wiernych prawosławnych zamieszkujących ziemię chełmską opuściło Rosyjski Kościół Prawosławny, przechodząc na katolicyzm obrządku łacińskiego. Przy dotychczasowym wyznaniu pozostało ok. 200 tys. osób, przede wszystkim na ziemi chełmskiej i tomaszowskiej.

## Tło historyczne
W 981 roku Chełm został zdobyty na Lachach (Polakach) przez ruskiego księcia Włodzimierza i wszedł w skład Rusi Kijowskiej. Grody Czerwieńskie wraz z Chełmem zostały na krótko w latach 1018–1031 odbite przez Bolesława Chrobrego. Gdy w 1031 roku Grody Czerwieńskie zostały opanowane przez Jarosława Mądrego przesiedlano na te tereny ludność ruską.
Od 1240 Chełm był siedzibą prawosławnej eparchii wchodzącej w skład prawosławnej metropolii kijowskiej. W momencie powstania eparchia obejmowała ziemie bełską i chełmską, następnie włączono w jej jurysdykcję także południowe Podlasie, ziemię drohiczyńską i mielnicką. Od 1377 eparchia w całości znajdowała się w granicach Rzeczypospolitej. Jej dokładne granice, z powodu braku źródeł, nie mogą być jednoznacznie określone. W końcu XVI w. liczyła ok. 420–440 parafii.
W 1596 prawosławny biskup chełmski Dionizy (Zbirujski) przyjął postanowienia unii brzeskiej, co oznaczało automatyczne przekształcenie administratury prawosławnej w unicką. Do decyzji tej negatywnie ustosunkowała się znaczna część wiernych administratury. W 1650 król Jan II Kazimierz Waza zgodził się na reaktywowanie chełmskiej eparchii prawosławnej, jednak rok później zmienił swoją decyzję. Ludność ziemi chełmskiej stopniowo przyjmowała unię .
W 1824 diecezja chełmska była jedyną unicką administraturą na terytorium Królestwa Polskiego i liczyła 288 parafii. Od 1830 podlegała bezpośrednio Stolicy Apostolskiej, nie zaś greckokatolickiej metropolii lwowskiej. Było to efektem zabiegów carskiej dyplomacji.
Ogólny kierunek polityki kolejnych carów wobec żyjących w Imperium Rosyjskim unitów był nieprzychylny. Wyznawców katolicyzmu w obrządku wschodnim traktowano jak prawosławnych, którzy pod przymusem przyjęli jurysdykcję papieża i będą w przyszłości skłonni do jej porzucenia. Szeroko zakrojona działalność na rzecz nawracania unitów na prawosławie została podjęta na ziemiach białoruskich i litewskich już za rządów Katarzyny II. Po przerwie w latach panowania Pawła I i Aleksandra I walkę z unią na nowo podjął car Mikołaj I. Administracyjną likwidację Kościoła unickiego poprzedziła długofalowa kampania upodabniania obrzędów unickich do prawosławnych koordynowana przez biskupa litewskiego Józefa Siemaszkę. W 1839 na synodzie w Połocku ogłoszono zniesienie unii na Litwie i Białorusi. W tych okolicznościach diecezja chełmska stała się jedyną administraturą Kościoła unickiego w Rosji.

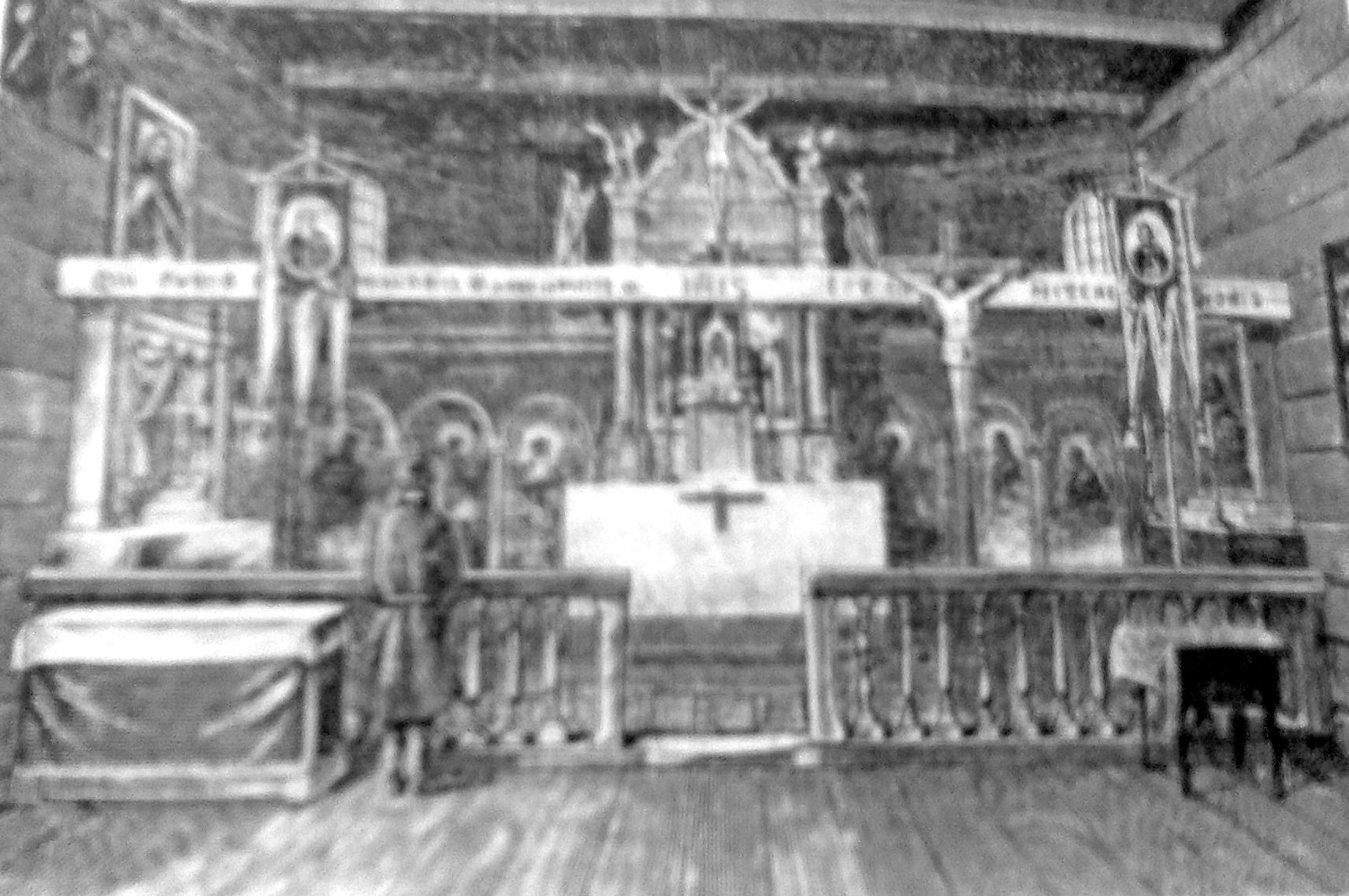
Wnętrze unickiej cerkwi św. Dymitra w Czerniejowie przed 1871. Wyposażenie świątyni nosi wyraźne cechy latynizacji, widoczny jest np. brak ikonostasu. Podobny wygląd cerkwi od lat 40. XIX wieku był powszechny w diecezji chełmskiej

Na przestrzeni wieków obrządek używany w diecezji chełmskiej przybrał wiele unikatowych cech niespotykanych w innych strukturach Kościoła unickiego. Były to przede wszystkim obrzędy i zwyczaje zapożyczone z obrządku łacińskiego. Proces latynizacji diecezji szczególnie przybrał na sile w latach 40. XIX stulecia, równolegle z tendencją duchowieństwa unickiego do polonizacji. W cerkwiach unickich na szeroką skalę pojawiły się organy, rezygnowano natomiast z ikonostasów i orientowania budynków. Odprawiano godzinki i nabożeństwa różańcowe, upowszechniły się polskie pieśni religijne.
Pierwsze działania sygnalizujące chęć przyszłej likwidacji diecezji władze carskie podjęły w latach 50. XIX wieku. Przeprowadzono wtedy reformę unickiego seminarium duchownego w Chełmie, upodabniając panujący w nim system kształcenia do obowiązującego w seminariach prawosławnych. Diecezję zobowiązano ponadto do kierowania części alumnów na kształcenie w Moskiewskiej lub Petersburskiej Akademii Duchownej.

## Polityka rosyjska wobec diecezji chełmskiej w latach 1864–1871
Ostateczna decyzja o kasacie diecezji chełmskiej zapadła po powstaniu styczniowym. Administracja carska postrzegała ludność ruską Podlasia i Chełmszczyzny jako Rosjan, zaś ich ostatecznemu zjednoczeniu z narodem rosyjskim miało sprzyjać wprowadzenie prawosławia na miejsce unii. Do Rusinów zaliczano przy tym wszystkich wyznawców katolicyzmu w obrządku wschodnim, niezależnie od realnej świadomości narodowej. Według Grzegorza Pelicy w 1866 znaczna część unitów uważała się za Polaków. Z kolei Hanna Dylągowa stwierdza, że na terenie diecezji chełmskiej unici byli jednoznacznie postrzegani jako Rusini, a od Polaków różnił ich nie tylko ryt, ale i język oraz obyczaje.
Zdaniem Włodzimierza Osadczego plan kasaty unii był starannie przygotowywany w oparciu o doświadczenia z okresu likwidacji diecezji unickich na ziemiach białoruskich i litewskich:

Miał być realizowany sprawdzony już wcześniej plan, zgodnie z którym oczyszczenie obrządku i powrót do dawnych korzeni duchowości ruskiej w konsekwencji miał prowadzić do powszechnego przejścia unitów na urzędowe prawosławie rosyjskie. Nie było mowy o brutalnej rusyfikacji w sensie narzucenia wzorców rosyjskich. Należało zastąpić powszechnie panującą polszczyznę ludowym językiem ruskim, czyli małoruskim, który i tak był w pojmowaniu władz carskich russkim. Zmiany powinny być dokonywane w ramach wyznania unickiego i przez księży unickich

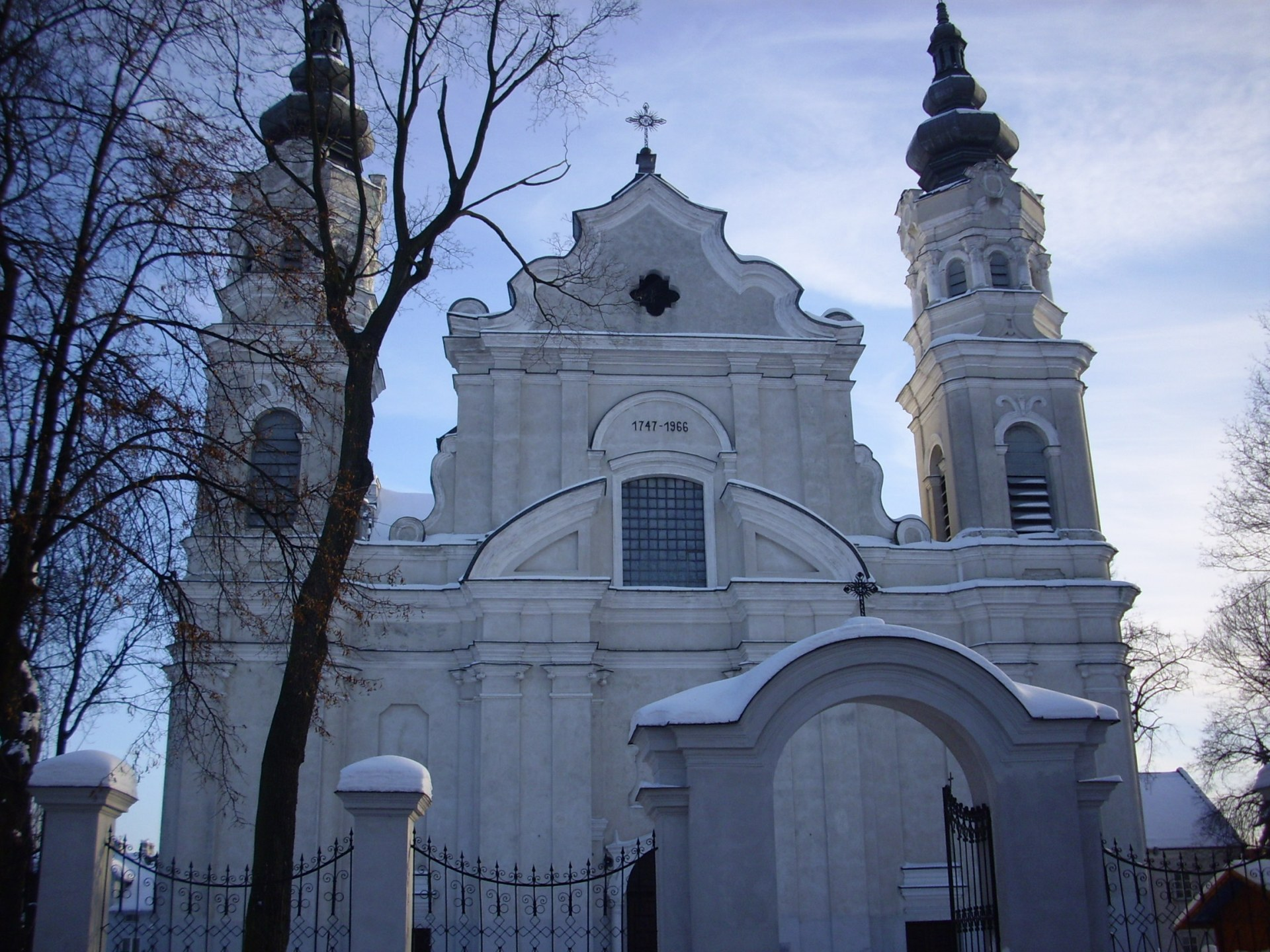
Kościół Narodzenia Najświętszej Maryi Panny w Białej Podlaskiej, dawna bazyliańska cerkiew klasztorna. W 1864 po kasacie klasztoru zamieniona na cerkiew prawosławną

Oprócz zamierzonych zmian w rycie wykorzystywanym przez parafie unickie władze rosyjskie zlikwidowały w 1864 prawo patronatu, wskazując Zarząd Spraw Wyznania Greckounickiego jako jedyny organ uprawniony do nominowania proboszczów, zatwierdzanych następnie przez biskupa. W tym samym roku zlikwidowano również klasztory bazyliańskie w Białej Podlaskiej, Chełmie, Zamościu i Lublinie, zaś działalność klasztoru w Warszawie w 1865 poważnie ograniczono. Kolejny ukaz z 1866, obok reformy podziału diecezji chełmskiej na dekanaty, ograniczył kompetencje biskupa, zwiększając zakres zadań konsystorza i Zarządu Spraw Wyznania Greckounickiego. Tym samym duchowieństwo diecezji zostało uzależnione od władz świeckich.
W ocenie rosyjskiej administracji Królestwa Polskiego najodpowiedniejszymi kandydatami do przeprowadzenia opisywanej puryfikacji obrządku, a następnie skłonienia ludności do przyjęcia prawosławia byli duchowni greckokatoliccy z Galicji, uczestniczący w tzw. ruchu obrzędowym i przejawiający sympatie moskalofilskie. Ich sprowadzenie okazało się konieczne także w świetle faktu, że duchowieństwo diecezji chełmskiej nie odnosiło się pozytywnie do planów usunięcia elementów łacińskich z obrządku. O przyjazd duchownych z Galicji zabiegał także biskup-nominat chełmski Jan Mikołaj Kaliński, który sam nie mógł udzielać święceń kapłańskich, dostrzegał natomiast wieloletnie wakowanie szeregu parafii.
Greckokatolicki metropolita lwowski Spirydion Litwinowicz zgodził się na kierowanie duchownych z Galicji do wakujących parafii unickich w diecezji chełmskiej, nie przystał jednak na wyświęcanie we Lwowie absolwentów seminarium duchownego w Chełmie i opóźniał wyjazdy kapłanów. Zdawał sobie sprawę, że galicyjscy duchowni mogą przyczynić się do zatrzymania, a następnie odwrócenia procesu polonizacji diecezji i popierał tę tendencję. Nie jest wykluczone, że metropolita Spirydion Litwinowicz sam miał nadzieję na włączenie diecezji chełmskiej w swoją jurysdykcję. Postawa hierarchy sprawiła, że władze rosyjskie postanowiły zapraszać duchownych z Galicji oficjalnie nie w celu podjęcia przez nich pracy duszpasterskiej, a na stanowiska nauczycieli. Pierwszym kapłanem, który w ten sposób dotarł na Chełmszczyznę, był ks. Hipolit Krynicki, zatrudniony w 1866 jako wykładowca teologii w seminarium duchownym w Chełmie. W ślad za nim jeszcze w tym samym roku do Rosji przybyła kolejna grupa duchownych. Również w 1866 władze rosyjskie zesłały do Wiatki ks. Jana Kalińskiego, który przeciwstawiał się podejmowaniu pracy duszpasterskiej przez duchownych bez oficjalnego zezwolenia lwowskich władz kościelnych. Administratorem diecezji został ks. Józef Wójcicki, w pełni realizujący polecenia rządowe.
Początkowo rekrutacja kapłanów galicyjskich chętnych do wyjazdu na Chełmszczyznę napotykała trudności. Duchowni nie byli pewni, czy w nowym miejscu zamieszkania ich sytuacja materialna nie ulegnie pogorszeniu, nie byli też przekonani, czy zaadaptują się do nowego środowiska i atmosfery. Władze rosyjskie zintensyfikowały jednak starania na rzecz pozyskania duchownych; ich apele przekonały znaczną grupę kapłanów o przekonaniach prorosyjskich, ale również duchownych, którzy mieli nadzieję na polepszenie swojej sytuacji materialnej. Jak pisze Włodzimierz Osadczy:

Chełm wabił przede wszystkim przepełnionych energią moskalofilskich liderów narodowych, żądnych walki z nienawistną dominacją polską i pragnących wytaczać zręby „Świętej Rusi”, jeżeli nie u siebie w ojczyźnie, to przynajmniej w całkiem spolszczonej Chełmszczyźnie

Witold Kołbuk wyraził natomiast pogląd, iż ideowych zwolenników prawosławia lub samego oczyszczenia obrządku unickiego z elementów łacińskich było wśród przybywających z Galicji niewielu, większość zaś kierowała się przesłankami materialnym.
Masowość wyjazdów duchownych z Galicji ograniczył w 1867 zdecydowany sprzeciw papieża Piusa IX wobec polityki rosyjskiej w kwestii diecezji chełmskiej oraz ograniczenie przez władze austriackie w zakresie wystawiania paszportów. W rezultacie od 1865 do 1875 z Galicji do Rosji wyjechało jedynie 51 duchownych oraz 60 mężczyzn świeckich, którzy zostali wyświęceni na miejscu.
Zerwanie przez Rosję w 1867 zawartego dwadzieścia lat wcześniej konkordatu i odwołanie w 1865 przedstawiciela carskiego przy Stolicy Apostolskiej oznaczało całkowitą swobodę administracji carskiej w prowadzeniu polityki wyznaniowej na ziemiach zamieszkiwanych przez katolików. W II poł. lat 60. XIX wieku stanowiska kierownicze i posady wykładowców w seminarium duchownym w Chełmie zostały niemal całkowicie obsadzone przez duchowieństwo przybyłe z Galicji oraz unitów-absolwentów prawosławnych Akademii Duchownych. W 1866 zniesiono zasadę utrzymywania kapłanów przez wiernych i wyznaczono unickim duchownym pensje rządowe. W tym samym roku rosyjskie władze wojskowe aresztowały 45 duchownych, którzy w tajemnicy zebrali się, by zredagować adres do namiestnika Fiodora Berga ze skargą na działalność ks. Wójcickiego i prośbą o wyznaczenie nowego administratora diecezji zgodnie z procedurami prawa kanonicznego.
Zarządzenia ks. Wójcickiego, zakazujące śpiewu godzinek, odprawiania gorzkich żalów i nabożeństw różańcowych oraz wykorzystywania w cerkwiach organów wywołały opór unitów. O ile w guberni lubelskiej nie spotkały się one z masowymi represjami, gubernator siedlecki Stiepan Gromieka stłumił protesty przy pomocy wojska. Do jego interwencji doszło w latach 1867–1868 w Łomazach, Piszczacu, Łubience, Pratulinie, Próchenkach i Sworach, Międzyrzecu, Drelowie, Kaniach, Gęsi, Grodzisku, Włodawie, Hołubli, Tyśmienicy, Horodyszczu, Żeszczynce i Parczewie. Aresztowani w czasie wystąpień unici trafiali do więzień w Warszawie i Siedlcach. Jak wspominał przybyły z Galicji duchowny działający w Białej Podlaskiej, ks. Mikołaj Liwczak, efektem zmian obrządkowych i represji było odwrócenie się unitów od swojego obrządku. Ludność zaczęła uczęszczać na nabożeństwa do kościołów łacińskich.
Kolejnym krokiem na drodze do likwidacji ostatniej unickiej administratury w Imperium Rosyjskim miało być wyznaczenie na biskupa chełmskiego osoby popierającej zamiary władz carskich. Prawdopodobnie do zastąpienia administratora diecezji nowym hierarchą skłonił rosyjską administrację opór ludności; w przekonaniu władz biskup mógłby swoim autorytetem poprzeć politykę rządową i przekonać unitów do jej słuszności. W 1868 jako kandydat na wymienioną katedrę został przedstawiony papieżowi były uczestnik galicyjskiego ruchu obrzędowego, zdecydowany zwolennik prawosławia ks. Marceli Popiel. Pius IX odrzucił jednak jego kandydaturę, podobnie jak możliwość wyświęcenia na biskupa ks. Wójcickiego. Biskupem chełmskim został ostatecznie Mychajło Kuzemśkyj. Poparł on plany puryfikacji obrządku unickiego, był jednak szczerze przywiązany do katolicyzmu i nie zamierzał dokonywać konwersji na prawosławie ani też nakłaniać do niej wiernych. Zamierzał również zachować pewne łacińskie obyczaje liturgiczne funkcjonujące na Chełmszczyźnie z racji ich utrwalenia się w świadomości miejscowych unitów (np. używanie monstrancji i dzwonków, przyklęknięcia, ławki w cerkwiach). Program biskupa nie zyskał poparcia innych duchownych przybyłych z Galicji, zdecydowanych natychmiast wyeliminować z obrządku wszelkie naleciałości zachodnie. Hierarcha znalazł się z nimi w konflikcie i starał się powstrzymać ich działalność. Pod naciskiem carskiej administracji musiał jednak zgodzić się na kolejne zmiany liturgiczne, stopniowo upodabniające obrządek stosowany przez unitów do obowiązującego w Rosyjskim Kościele Prawosławnym. Przywiązany do katolicyzmu, nie zdecydował się jednak na przejście na prawosławie ani na przeprowadzenie zbiorowych konwersji w swojej diecezji. 20 stycznia 1871 zrezygnował z urzędu biskupa chełmskiego i bez zgody papieża wyjechał z Chełma.

## Przygotowania do kasaty diecezji

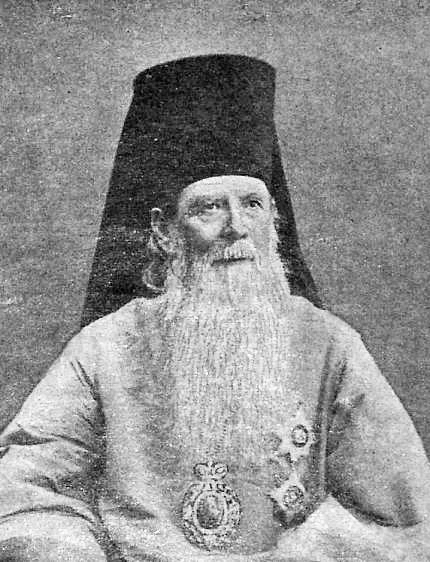
Marceli (Popiel) jako biskup prawosławny

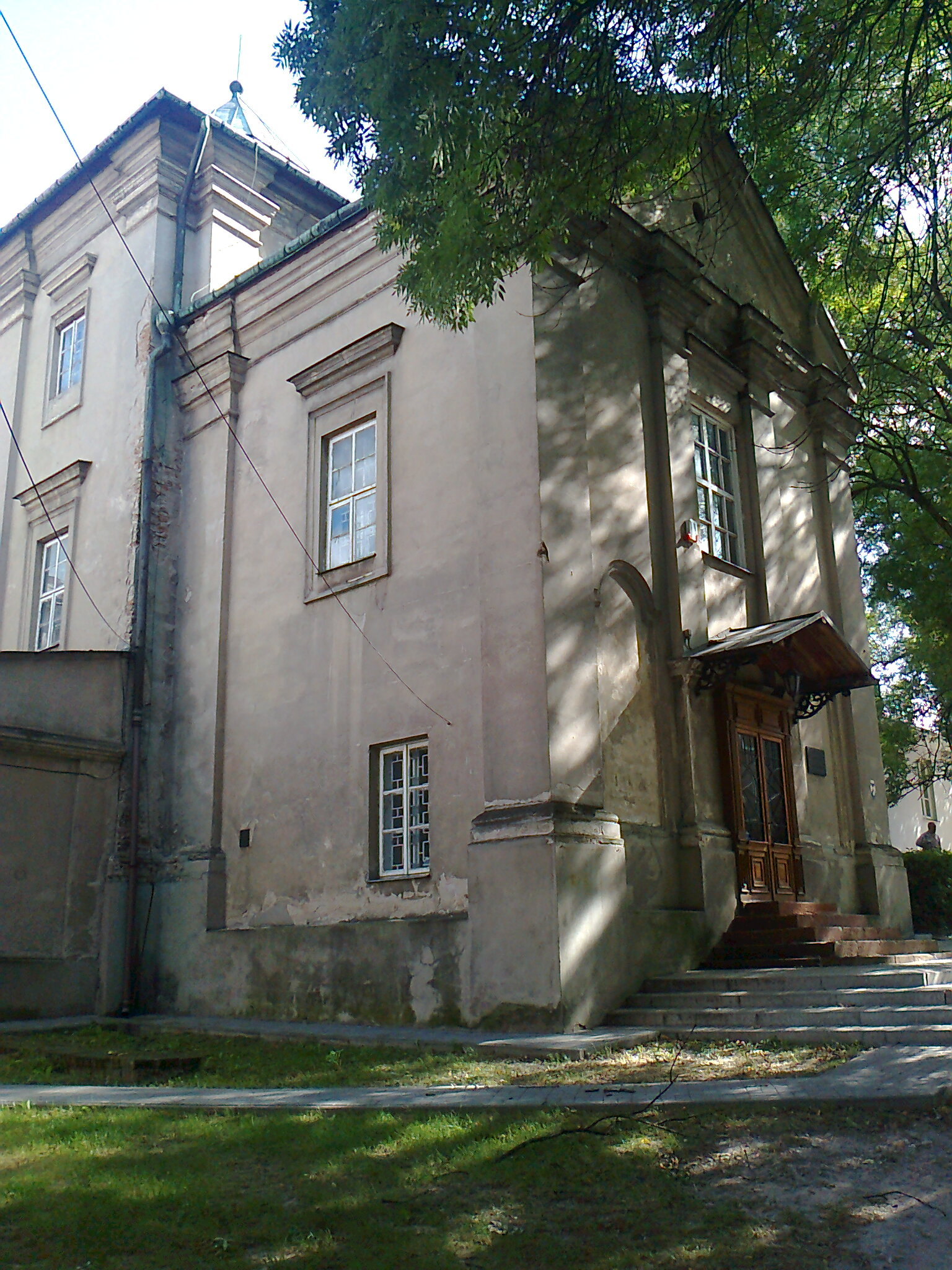
Budynek unickiego seminarium duchownego w Chełmie z cerkwią św. Mikołaja. W ramach przygotowań do kasaty diecezji chełmskiej program seminarium został zreformowany, a jego wykładowcy, przybyli z Galicji, przekazywali alumnom treści teologii prawosławnej. Po likwidacji diecezji szkoła oficjalnie stała się seminarium prawosławnym

Po ustąpieniu Mychajła Kuzemśkiego tymczasowym administratorem diecezji chełmskiej został ks. Marceli Popiel, zdecydowany doprowadzić do jej włączenia do Rosyjskiego Kościoła Prawosławnego. Ks. Popiel objął swoją funkcję bez zgody papieża. Sprzeciw wobec radykalnej rozprawy z unią wyraziła również część hierarchii prawosławnej. W ocenie metropolity wileńskiego Józefa (który sam współorganizował likwidację unii na ziemiach litewskich i białoruskich) oraz arcybiskupa warszawskiego Joannicjusza w miejsce natychmiastowej kasaty wskazane byłoby długofalowe oddziaływanie na ludność unicką tak, by doszło do wykształcenia się u niej ruskiej świadomości narodowej.
Władze carskie zdecydowały jednak o natychmiastowej likwidacji unii. W kwietniu 1871 ks. Marceli Popiel wydał kolejny okólnik nakazujący eliminację elementów pochodzenia łacińskiego z liturgii unickiej. W grudniu nakazał natomiast obowiązkowe obchodzenie wspomnień św. Mikołaja, św. Jana Teologa oraz św. Jana Chrzciciela przy równoczesnym pominięciu świąt św. Jozafata, Niepokalanego Poczęcia Najświętszej Maryi Panny oraz Bożego Ciała. Jego rozporządzenia, w zestawieniu z antyunicką polityką gubernatora siedleckiego, wywołały niepokój wśród części unitów, przyczyniając się do wybuchu nowych rozruchów w parafiach na Podlasiu. W związku z tym w czerwcu 1872 car Aleksander II polecił oberprokuratorowi Świątobliwego Synodu Rządzącego powołanie specjalnego Komitetu Nadzwyczajnego do spraw Diecezji Chełmskiej, który miał skoordynować działania organów świeckich i kościelnych w regionie. Komitet sporządził instrukcję dotyczącą środków karnych wobec opornych parafii: w razie zamieszek nakazywano aresztowania przywódców, a w razie dalszego oporu karać całą wieś lub parafię. Duchowni niechętni wobec poczynań władz mieli być zagrożeni deportacją z Rosji. Czterech kapłanów (z Dobratycz, Sworów, Łomaz i Dobrynia) planowano deportować natychmiast. Administratorowi diecezji chełmskiej nakazał natomiast rozpoznać postawy duchowieństwa wobec wprowadzanych zmian i zaproponować kary dla niechętnych wobec nich. Zobowiązano go także do poinformowania wiernych, że celem oczyszczenia obrządku nie jest przygotowywanie masowej konwersji, lecz odtworzenie obrządku unickiego w jego pierwotnej wersji, bez łacińskich elementów. 31 sierpnia/12 września 1872 ks. Popiel przedstawił wyniki badania nastrojów wśród unickiego duchowieństwa, stwierdzając, że przeciwnych zmienionej liturgii jest 75 ze 262 kapłanów, zaś dalszych 45 należy traktować jako niepewnych. W październiku tego samego roku na liście „niepewnych i nieprawomyślnych” duchownych działających w guberni lubelskiej znajdowało się 47 osób. W okresie sprawowania przez ks. Popiela zadań administratora diecezji 74 duchownych unickich o antyprawosławnym nastawieniu zostało zesłanych lub internowanych, zaś kolejnych 66 uciekło z Chełmszczyzny do Galicji. Dalsze działania administrator diecezji chełmskiej konsultował w styczniu 1873 z gubernatorami lubelskim i siedleckim. Zdecydowano wówczas o wprowadzeniu w ciągu trzech miesięcy do parafii unickich liturgii całkowicie opartej na wzorach rosyjskich (tzw. ryt synodalny). Potwierdzono także decyzje z posiedzenia Komitetu Nadzwyczajnego w czerwcu 1872 oraz ustalono, że w miejscowościach, gdzie lokalne siły porządkowe nie będą w stanie opanować sytuacji, interweniuje wojsko.
W 1872 skasowany został klasztor bazyliański w Warszawie. W latach 1865–1873 przeprowadzono szereg remontów cerkwi unickich, którego celem było upodobnienie ich wyglądu, zwłaszcza wnętrz, do rosyjskiej architektury sakralnej. Według instrukcji Komitetu Urządzającego z 1865 tylko do 1870 tego typu przebudowa miała zostać przeprowadzona w 129 świątyniach, zaplanowano ponadto wzniesienie 31 nowych. W 1872 car zatwierdził podobny projekt w odniesieniu do wszystkich unickich cerkwi w guberni siedleckiej.
W październiku 1873 ks. Popiel specjalnym okólnikiem nakazał usunięcie z cerkwi unickich dzwonków, monstrancji, konfesjonałów, ołtarzy bocznych, wprowadzenie ikonostasów, rezygnację ze wspominania papieża, udzielanie Komunii Świętej wyłącznie na stojąco. Dla parafii unickich sprowadził prawosławne księgi liturgiczne drukowane w Petersburgu. Z wykazu świąt obchodzonych w diecezji usunięto wspomnienie św. Jozafata Kuncewicza oraz święto Bożego Ciała.
Kampanii likwidacji unii towarzyszyły działania propagandowe. Antyunickie oraz antykatolickie publikacje rozpowszechniano przy tym nie tylko na Chełmszczyźnie, ale i w sąsiedniej Galicji.

### Protesty unitów w latach 1873–1875

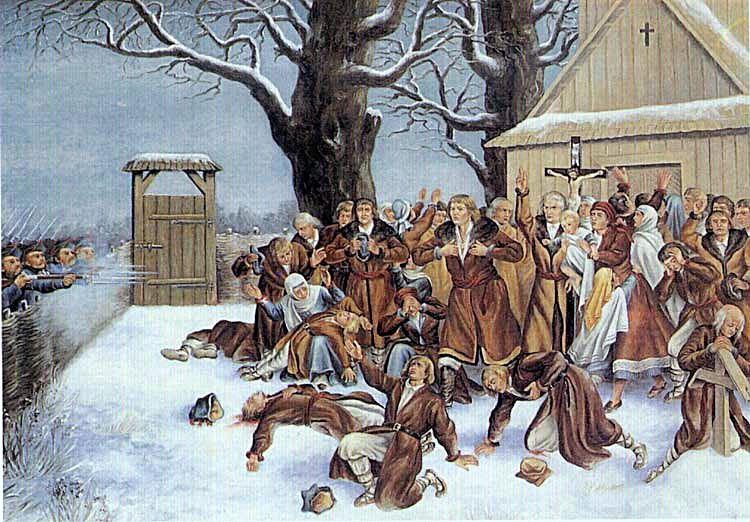
Męczennicy z Pratulina, obraz Walerego Eljasza-Radzikowskiego

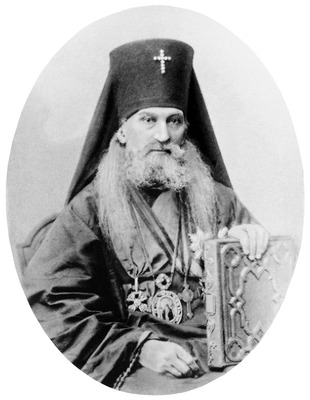
Arcybiskup chełmski i warszawski Joannicjusz uważał przyjmowanie prawosławia przez unitów za naturalne zjawisko, negatywnie postrzegał jednak wymuszanie decyzji o konwersji przez carską administrację i wojsko

Decyzje administratora diecezji spotkały się z protestem kilkudziesięciu duchownych, którzy poprosili o zwolnienie z piastowanych funkcji proboszczów. Inni zbojkotowali postanowienia okólnika. Obydwie grupy w konsekwencji straciły parafie, na ich miejsce sprowadzeni zostali duchowni przybyli z Galicji. Ich postawa nie mogła jednak wywrzeć wpływu na stosunek wiernych do zmian. Unici pozostali do nich nastawieni negatywnie. Doszło do nowych aktów biernego i czynnego oporu.
Wierni diecezji chełmskiej zaprzestali uczęszczania na nabożeństwa w cerkwiach, niektórzy spotykali się w domach, by wspólnie modlić się przy użyciu polskich książeczek i śpiewać polskie pieśni religijne. Duchowni przychylni prawosławiu nie byli wpuszczani do świątyń lub wyprowadzani z nich w czasie nabożeństw. Ukrywano klucze do cerkwi. Zgodnie z wcześniejszymi instrukcjami w sytuacjach takich interweniowało wojsko, zmuszając do otwarcia świątyni i odprawiania nabożeństw według prawosławnych ksiąg liturgicznych. W styczniu 1874 w dwóch miejscowościach – Pratulinie i Drelowie – padły ofiary śmiertelne i ranni, gdy wojsko oddały strzały do wiernych broniących dostępu do obiektu sakralnego. Kolejne kilkadziesiąt osób osadzono w więzieniach w Białej Podlaskiej, Radzyniu i Siedlcach. Mimo represji opór unitów trwał przez cały rok 1874. W czerwcu ich przedstawiciele rozmawiali w Warszawie z carem Aleksandrem II w czasie jego wizyty, bezskutecznie prosząc go o prawo do zachowania obrzędów w ich wcześniejszej formie. Jesienią 1874 we Włodawie i w Różance chłopi zajęli cerkwie, wypędzili przybyłych z Galicji duchownych. Następnie do podobnych zajść doszło w sąsiednich powiatach, gdzie unici nie tylko usunęli z parafii przychylnych prawosławiu kapłanów, ale i zaczęli usuwać ze świątyń wprowadzone w czasie przebudów przed 1873 elementy. Zamieszki tłumiło wojsko. W guberni siedleckiej oddziały armii rosyjskiej docierały do zbuntowanych parafii i wymuszały na ich członkach deklaracje o chęci przejścia na prawosławie poprzez nakładanie kontrybucji, bicie, areszty, ale i obietnice. Osoby uznane za przywódców oporu trafiały do więzień, a stamtąd w głąb Rosji. W 1875 w ten sposób skierowano na zsyłkę 160 osób. Według danych konsulatu brytyjskiego w Warszawie ok. 600 chłopów z Podlasia znajdowało się w 1876 w guberniach chersońskiej i jekaterynosławskiej. Protesty przebiegały z większą siłą w guberni siedleckiej niż w lubelskiej.
Prawosławne duchowieństwo nie włączyło się w wywieranie nacisków na unitów niechętnych konwersji. Wynikało to ze stanowiska arcybiskupa chełmskiego i warszawskiego Joannicjusza wobec samej akcji wojskowej przeciwko niechętnym prawosławiu wiernym; hierarcha był zdecydowanie przeciwny stosowaniu tego typu metod przy nawracaniu unitów, którzy jego zdaniem w naturalny sposób powróciliby do prawosławia jako wiary swoich przodków.
Stosunek duchowieństwa unickiego do działań władz carskich był niejednoznaczny. Według statystyk opracowanych przez Witolda Kołbuka z ogólnej liczby 263 żyjących w 1866 kapłanów unickich urodzonych w Królestwie Polskim trzech zostało deportowanych do Galicji, 75 trafiło do miejsc odosobnienia w Rosji, 47 zbiegło do Galicji, 95 przyjęło ostatecznie prawosławie. Największe poparcie dla prawosławia wykazali duchowni młodszego pokolenia, urodzeni po 1831. Wyznanie zmienili natomiast niemal wszyscy (oprócz dwóch) kapłani przybyli z Galicji. Zdaniem tego samego autora podstawową motywacją dla konwersji duchownych urodzonych w Galicji były lęk przed represjami, rzadziej chęć uzyskania korzyści materialnych lub obawa przed ewentualną emigracją.
Opór unitów miał wpływ na realizację uwłaszczenia chłopów na Podlasiu i Chełmszczyźnie. Niektóre wsie zostały potraktowane przez administrację carską nieprzychylnie z powodu powtarzających się w nich zamieszek na tle wyznaniowym. Inne miejscowości (Horodyszcze, Swory, Lubień, Gęś, Hołowno, Próchenki) zostały zrujnowane z powodu wysokich kontrybucji i kosztów zakwaterowania wojska.
Informacje o protestach unitów były tuszowane przez władze carskie, które zapewniały o dobrowolnym powrocie wiernych do prawosławia. Tymczasem zamieszki na tle wyznaniowym powtarzały się jeszcze w 1875, gdy według oficjalnych zapewnień mieszkańcy Chełmszczyzny i Podlasia dobrowolnie prosili o przyjęcie ich do Rosyjskiego Kościoła Prawosławnego. W powiecie tomaszowskim ludność zaprzestała uczęszczania do cerkwi, zaś część z nich musiała zostać zamknięta, gdyż wszyscy duchowni zbiegli z Rosji.
Prześladowania unitów zostały nagłośnione przez dyplomację angielską oraz Watykan.

## Kasata diecezji

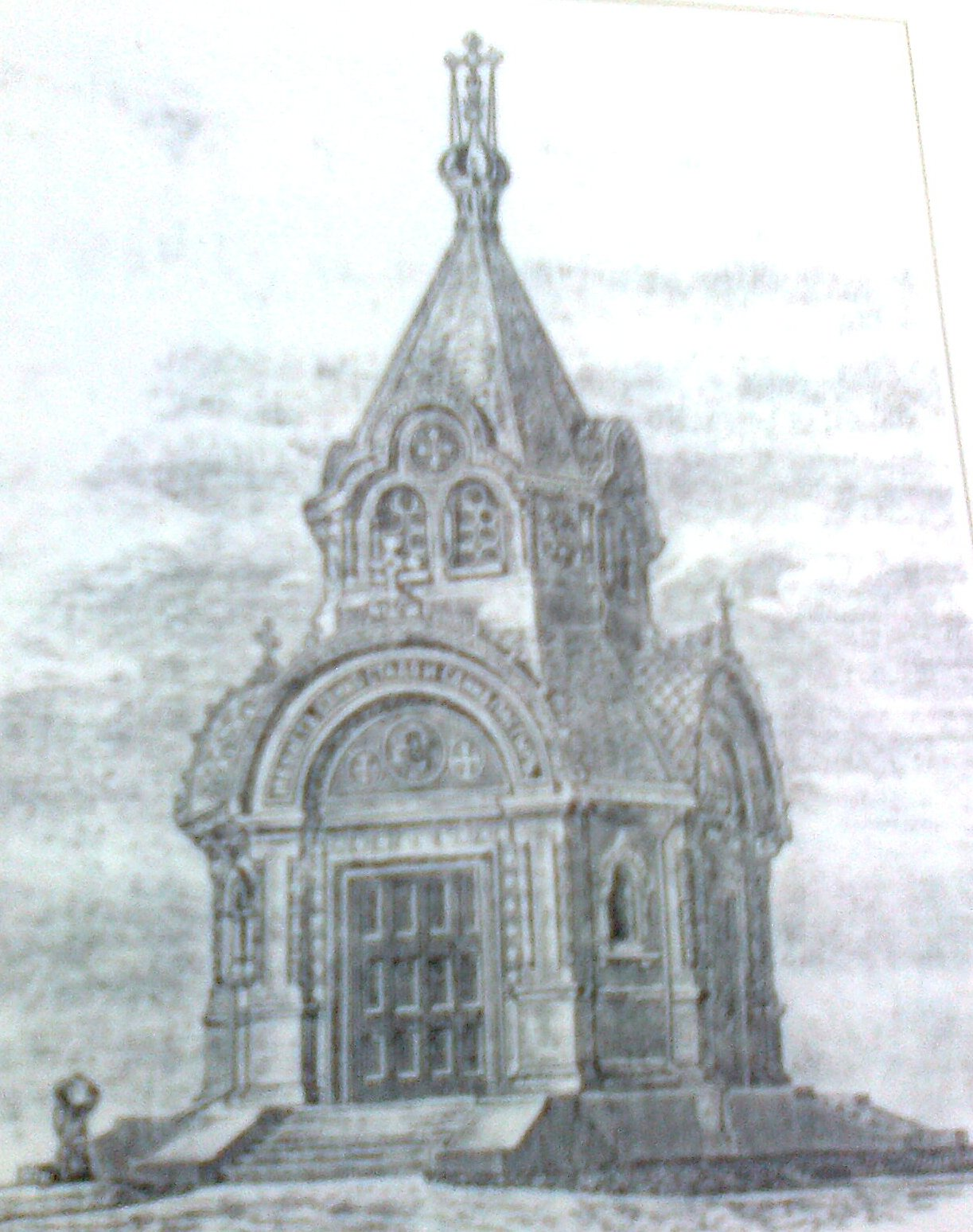
Cerkiew Świętych Cyryla i Metodego w Chełmie, wzniesiona w 1884 na Wysokiej Górce, upamiętniała kasatę unickiej diecezji chełmskiej. W 1921 została zburzona.

Od początku 1875 w diecezji chełmskiej odbywały się uroczystości zbiorowego przyjmowania prawosławia przez wiernych i włączania placówek duszpasterskiej do eparchii chełmsko-warszawskiej Rosyjskiego Kościoła Prawosławnego. Pierwsza taka ceremonia odbyła się 12/24 stycznia 1875 w cerkwi w Białej Podlaskiej, gdzie arcybiskup chełmski i warszawski Joannicjusz ogłosił przyjęcie prawosławia przez 45 parafii, 26 kapłanów i ok. 50 tys. unitów. W marcu tego samego roku analogiczną uroczystość zorganizowano w Janowie Podlaskim, włączając do Cerkwi Rosyjskiej ok. 50 tys. wiernych, 42 parafie i 32 duchownych. Do lutego 1875 duchowieństwo siedmiu z dwunastu dekanatów diecezji chełmskiej, ponownie nie bez nacisków władz rosyjskich, podpisało prośby o przyjęcie do Kościoła prawosławnego. 18 lutego/2 marca 1875 konsystorz diecezji chełmskiej na posiedzeniu pod przewodnictwem administratora diecezji ks. Marcelego Popiela uchwalił „Akt katedralnego duchowieństwa chełmskiego”, w którym wystosowano oficjalną prośbę o uznanie wszystkich struktur diecezji chełmskiej za prawosławne placówki duszpasterskie. 26 marca/6 kwietnia 1875 delegacja duchowieństwa przedstawiła dokument carowi, uzyskując jego potwierdzenie. 11/23 maja 1875 Świątobliwy Synod Rządzący Rosyjskiego Kościoła Prawosławnego ogłosił przyłączenie diecezji chełmskiej do Rosyjskiego Kościoła Prawosławnego. Byłe parafie unickie zgrupowano w wikariacie lubelskim, półautonomicznej strukturze w ramach eparchii chełmsko-warszawskiej. Pierwszym biskupem lubelskim, z siedzibą w Chełmie, został 8 czerwca 1875 ks. Marceli Popiel. Wskutek likwidacji Kościoła unickiego stan posiadania Kościoła prawosławnego w Królestwie Polskim zwiększył się sześciokrotnie. W wikariacie lubelskim znalazło się 267 parafii i ok. 260 tys. wiernych.

## Skutki likwidacji diecezji
Nawet po oficjalnej likwidacji diecezji chełmskiej część wiernych uważała się za unitów. Władze rosyjskie szacowały liczbę osób całkowicie bojkotujących cerkwie prawosławne na 35 tys. Działający na Chełmszczyźnie od 1905 biskup Eulogiusz (Gieorgijewski) twierdził, że była ona wyższa i sięgała 100 tys. wiernych. Posługiwali im narażając swoją wolność polscy kapłani katoliccy. Jednym z pierwszych był o. Henryk Jackowski SJ. W przebraniu kupieckim przedostał się na Podlasie by ratować prześladowanych unitów, został jednak rozpoznany i aresztowany .
Wrogi stosunek do prawosławia zwiększały jeszcze posunięcia kolejnych biskupów chełmsko-warszawskich, Leoncjusza i Flawiana, którzy wymuszali na parafiach pounickich rezygnację z ostatnich elementów lokalnej obrzędowości, forsując tradycje typowo wielkorosyjskie. Działań tego typu zaprzestał dopiero sprawujący urząd od 1898 arcybiskup Hieronim. Duchowieństwo prawosławne, działające w pounickich parafiach, prowadziło akcję misyjną wśród opornych unitów ze słabym skutkiem. Niektórzy duchowni w ogóle uchylali się od aktywności na rzecz przekonania wiernych do prawosławia, oczekując, że zostaną zmuszeni do uczęszczania do świątyń poprzez represje policyjne.
J. Tomaszewski wskazuje, że część byłych unitów ziemi chełmskiej, niechętnych prawosławiu, ostatecznie uległa polonizacji:

Władze carskie, stosując brutalną przemoc, zniosły unię religijną i włączyły grekokatolików do Cerkwi prawosławnej. Paradoksalnym skutkiem stała się polonizacja niektórych środowisk, mówiących językiem ukraińskim. W miarę możliwości, uchylając się od przymusu religijnego, wieśniacy nawracani na prawosławie, zwracali się ku Kościołowi rzymskokatolickiemu. Było to możliwe na pograniczu polsko-ukraińskim, w okolicach mieszanych narodowo i wyznaniowo. Dotyczyło więc tylko niektórych obszarów, jak np. ziemi chełmskiej

Zbliżoną ocenę sformułował Andrzej Gil:

Dopiero przymusowe próby wszczepienia tej ludności do prawosławia i kultury rosyjskiej spowodowały odejście jej poważnej części od swych ruskich korzeni i opowiedzenie się za polskością, łącznie z przyjęciem narodowej świadomości polskiej. Kolejna wszakże część opowiedziała się za narodowością ukraińską, pozostając tym samym przy prawosławiu. Mimo ogromnego wysiłku władz zaborczych, żadna poważna grupa tej ludności nie przyjęła świadomości rosyjskiej

Zdaniem M. Żywczyńskiego opór wiernych unickiej diecezji chełmskiej przed przyjęciem prawosławia i rusyfikacją odegrał w historii Polski podobną rolę, jak opór przed germanizacją w zaborze pruskim w okresie Kulturkampfu.
W 1905, po wejściu w życie ukazu tolerancyjnego umożliwiającego konwersję z prawosławia na inne wyznanie, od 57 810 do 120 tys. byłych unitów przeszło do Kościoła katolickiego. Według różnych danych łącznie od 1905 do 1909 na katolicyzm przeszło od 119 tys. (dane urzędowe rosyjskie) do 170 tys. (oceny arcybiskupa Eulogiusza). Według ks. Krzysztofa Grzesiaka tylko na terenie katolickiej diecezji lubelskiej konwersji na katolicyzm w 1905 było 58 tys., zaś do 1926 – 75 tys.. Najwięcej konwersji na katolicyzm w latach 1905–1909 odnotowano w powiecie zamojskim, gdzie prawosławie porzuciło 50%. W pozostałych powiatach odsetek ten nie przekroczył 20%. Prawosławie porzucali nie tylko wierni zaliczani już wcześniej do uporstwujuszczych. Znane są przypadki zmiany wyznania pod wpływem agitacji polskiego duchowieństwa katolickiego (szczególnie aktywnie działał na tym polu biskup lubelski Franciszek Jaczewski, osobiście objeżdżając tereny zamieszkiwane przez byłych unitów) lub polskiego ziemiaństwa. Polskie dwory były znaczącymi ośrodkami katolicyzmu i łączącej się z nim polskości, zdarzały się nawet sytuacje, gdy polscy ziemianie, pragnąc skłonić prawosławnych chłopów do konwersji, odmawiali przyjmowania ich do prac polowych. W postawach wiernych wobec możliwości przejścia na katolicyzm widoczny był przy tym wyraźny podział geograficzny: o ile mieszkańcy południowej części Podlasia z reguły przechodzili na katolicyzm, na ziemi chełmskiej i tomaszowskiej prawosławie zostało przyjęte na trwale. Chcąc przeciwdziałać tym tendencjom, Świątobliwy Synod Rządzący erygował w miejsce wikariatu lubelskiego samodzielną eparchię chełmską.
Nie wszyscy byli unici odeszli jednak od prawosławia. W 1918, po odzyskaniu niepodległości przez Polskę, na ziemi chełmskiej i Południowym Podlasiu istniała rozwinięta sieć parafii tego wyznania z 200-250 tys. wiernych. Według H. Wiercieńskiego w samej diecezji lubelskiej pozostało 210 tys. prawosławnych, co oznaczało, że większość unitów nawróconych przymusowo na prawosławie pozostała przy tym wyznaniu.